# Rodelweihergraben
Der Rodelweihergraben ist ein rechter Zufluss der Walder Altmühl im mittelfränkischen Landkreis Weißenburg-Gunzenhausen.

## Verlauf
Der Rodelweihergraben entspringt südlich von Steinabühl, südwestlich von Wald und nordöstlich von Unterhambach in einem Waldgebiet auf einer Höhe von 425 m ü. NHN. Er fließt beständig in östliche bis nordöstliche Richtung und durchquert eine weite Offenlandschaft, wobei er phasenweise auch am Waldrand entlang fließt. Der Rodelweihergraben fließt durch das Altmühltal am Rande der bei der Stauung des Altmühlsees teilweise versunkenen südlichen Wiesmet. Das Gewässer mündet nach einem Lauf von rund 1,6 Kilometern südöstlich von Schweina am Seezentrum Wald nahe einem Campingplatz auf einer Höhe von 414 m ü. NHN von rechts in die Walder Altmühl. Unweit mündet auch der Förtleinsgraben in die Walder Altmühl.